# Zethera septentrionalis
Zethera septentrionalis är en fjärilsart som beskrevs av Hans Fruhstorfer 1909. Zethera septentrionalis ingår i släktet Zethera och familjen praktfjärilar. Inga underarter finns listade i Catalogue of Life.